# Liste der Einträge im National Register of Historic Places im Shelby County (Iowa)

Lage des Shelby County in Iowa

Die Liste der Einträge im National Register of Historic Places im Shelby County in Iowa führt alle Bauwerke und historischen Stätten im Shelby County auf, die in das National Register of Historic Places aufgenommen wurden.

## Legende
| NRHP | Historic Place    |
| HD   | Historic District |

## Aktuelle Einträge
| [ 2 ] | Name                                                         | Bild                                         | Eintragsdatum        | Lage | Ort          | Beschreibung |
| ----- | ------------------------------------------------------------ | -------------------------------------------- | -------------------- | --- | ------------ | --- |
| 1     | Chicago, Rock Island and Pacific Railroad Stone Arch Viaduct |                                              | 1998 ID-Nr. 98000870 | rund 800 Meter nordwestlich der Kreuzung der Hackberry Road mit der County Road F66 41° 31′ 26″ N, 95° 26′ 11″ W | Shelby       | Früherer Eisenbahnviadukt der damaligen Chicago, Rock Island and Pacific Railroad; heute Wanderweg                                      |
| 2     | Jens Otto Christiansen House                                 |                                              | 1997 ID-Nr. 96001584 | 2105 College Avenue 41° 35′ 38″ N, 95° 3′ 37″ W                                                                  | Elk Horn     | 1908 im Queen-Anne-Stil errichtetes Wohnhaus; heute Museum                                                                              |
| 3     | Floral Hall                                                  | Floral Hall                                  | 1985 ID-Nr. 85000765 | 314 4th Street; auf dem Gelände des Shelby County Fairground 41° 39′ 53″ N, 95° 18′ 48″ W                        | Harlan       | 1879–1882 errichtete Blumenhalle auf dem Ausstellungsgelände                                                                            |
| 4     | Harlan Courthouse Square Commercial District                 | Harlan Courthouse Square Commercial District | 1994 ID-Nr. 94001099 | Abgegrenzt durch Market Street, 6th Street, 7th Street und Court Street 41° 39′ 30″ N, 95° 19′ 4″ W              | Harlan       | Aus 38 Gebäuden verschiedener Baustile bestehender historischer Distrikt rund um den Courthouse Square im Zentrum der Stadt             |
| 5     | Irwin Consolidated School                                    | Irwin Consolidated School                    | 2002 ID-Nr. 02001246 | North Street 41° 47′ 41″ N, 95° 12′ 21″ W                                                                        | Irwin        | 1917 errichtetes Schulgebäude |
| 6     | Chris Larsen House                                           |                                              | 1991 ID-Nr. 91001456 | 4215 Main Street 41° 35′ 33″ N, 95° 3′ 34″ W                                                                     | Elk Horn     | Um 1908 errichtetes Wohnhaus |
| 7     | Chris Poldberg Farmstead                                     |                                              | 1991 ID-Nr. 91001459 | Rund 600 Meter südlich des IA 44 am Wolf Creek 41° 37′ 28″ N, 95° 7′ 54″ W                                       | Jacksonville | 1907 angelegte Farm |
| 8     | George Rewerts House                                         | George Rewerts House                         | 1991 ID-Nr. 91001450 | 306 8th Avenue 41° 49′ 45″ N, 95° 20′ 33″ W                                                                      | Defiance     | 1902 im Queen-Anne-Stil errichtetes Wohnhaus                                                                                            |
| 9     | Saint Boniface Catholic Church District                      | Saint Boniface Catholic Church District      | 1991 ID-Nr. 91001449 | Drei Blocks nördlich der County Road F32 41° 43′ 17″ N, 95° 23′ 44″ W                                            | Westphalia   | Aus sechs Gebäuden bestehender historischer Distrikt um die 1881–1982 errichtete katholische St. Bonifatiuskirche deutscher Einwanderer |
| 10    | St. Paul’s Episcopal Church                                  | St. Paul’s Episcopal Church                  | 1978 ID-Nr. 78001259 | 712 Farnham Street 41° 39′ 16″ N, 95° 19′ 4″ W                                                                   | Harlan       | Im Jahr 1900 im Shingle Style genannten Baustil errichtete Episkopalkirche                                                              |
| 11    | Shelby Consolidated School                                   |                                              | 2014 ID-Nr. 13001139 | 304 Western Avenue 41° 31′ 0,2″ N, 95° 27′ 30,8″ W                                                               | Shelby       | 1922 errichtetes Schulgebäude |
| 12    | Shelby County Courthouse                                     | Shelby County Courthouse                     | 1978 ID-Nr. 78001258 | 7th Street Ecke Court Street 41° 39′ 23″ N, 95° 19′ 9″ W                                                         | Harlan       | 1893 im neuromanischen Stil errichtetes Justiz- und Verwaltungsgebäude des Shelby County                                                |

## Frühere Einträge
| [ 2 ] | Name                   | Bild | Eintragsdatum        | Lage                                                      | Ort     | Beschreibung                     |
| ----- | ---------------------- | ---- | -------------------- | --------------------------------------------------------- | ------- | -------------------------------- |
| 1     | J.C. Heese Lumber Shed |      | 1991 ID-Nr. 91001454 | Railway Street, East side 41° 46′ 26,3″ N, 95° 25′ 0,2″ W | Earling | 1997 aus dem Register gestrichen |